# Перша холерна пандемія
Перша холерна пандемія (також I пандемія 1817—1824 років; англ. first cholera pandemic (1817–24), first Asiatic cholera pandemic, Asiatic cholera) — вибухове поширення холери на значні території. Почалася поблизу Калькутти і поширилося по всій Південно-Східній Азії на Близький Схід, Східну Африку і середземноморське узбережжя Європи. Сотні тисяч людей (можливо мільйони) загинули в результаті цієї пандемії, у тому числі багато британських солдатів, що й привернуло тоді увагу Європи. 
з XIX століття поширення холери, яка до цього була значним лихом практично тільки в Індії, раптово і трагічно для людства набула характеру пандемій, облік яких ведуть з 1817 року. Наразі задокументовано сім таких пандемій. Як би не тлумачили це вибуховим зростанням міжнародної торгівлі, чисельністю колоніальних воєн, значною міграцією людей, все одно це задовільно не може пояснити такого вибуху активності холери.
Спочатку холера спричинила епідемію в 1817 році в самій Індії. Командувач англійських колоніальних збройних сил у цій країні генерал Гастінгс написав у своєму щоденнику:
«13 листопада 1817 року. Страшна епідемія, яка справила стільки спустошення в Калькутті й південних провінціях, з'явилася в таборі. Це вид холери. Вона поступово піднялася по Гангу … існує думка, що вода ставків, а інших у нас немає, шкідлива і підсилює хворобу; тому я завтра виступаю, щоб досягти річки Пахуж, хоча мені доводиться нести 1 000 хворих. Похід був жахливий внаслідок величезної кількості нещасних, що падали від раптового нападу цієї страшної хвороби, і внаслідок величезної кількості трупів тих, які гинули на возах і повинні бути знятими, щоб очистити місця хворим, яких ще міг врятувати догляд, 800 померли з учорашнього дня».
Вважається, що пересування британської армії та військово-морського флоту сприяло поширенню пандемії. Індуїстські паломники поширили холеру всередині Індії, як це відбувалося багато разів до того, тоді як британські війська здійснили це по суші в Непал і Афганістан. Військово-морський флот і торговельні судна перевозили хворих та носіїв до берегів Індійського океану, від Африки до Індонезії, і на півночі до Китаю і Японії.
Наступного року холера охопила сусідні регіони Індії — Китай, Цейлон, а потім просунулася далі до Японії, У 1820 році захворювання були виявлені в східній Африці. У 1821 році британці занесли її в Аравію, потім у Персію, Туреччину, Закавказзя. 
У Ширазі з 40 тисяч жителів загинуло 16 тисяч. У межах Російської імперії хвороба вперше з'явилася серед службовців астраханського порту у вересні 1823 року. Туди її занесли з Баку вже на злеті своєї епідемічної сили. Сумарні дані про кількість загиблих в цю пандемію невідомі. По окремих регіонах вважають, що Бангкоку було 30 000 смертей від цієї хвороби; в Семарангу 1 225 людей загинули тільки за одинадцять днів у квітні 1821 року. 
У 1824 році перша пандемія холери скінчилася. Деякі науковці вважають, що це сталося через дуже холодну зиму 1823—1824 років, внаслідок чого тоді холерні вібріони загинули у водоймах уражених країн за межами Індії. 
До українських теренів перша пандемія не дійшла.